# The Trilogy Tour
The Trilogy Tour es la quinta gira musical, y la primera en arenas, de la cantante estadounidense Melanie Martinez, con la cual planea hacer un repaso de sus tres álbumes de estudio: Cry Baby, K-12 y Portals. Comenzó el 10 de mayo de 2024 en Seattle y está programada a finalizar el 16 de noviembre de 2024 en el festival Corona Capital, luego de recorrer América del Norte y Europa en 52 fechas. La gira cuenta con Men I Trust, Beach Bunny, Sofia Isella, Lola Young y Elita  como teloneros.

## Antecedentes y desarrollo
El 9 de noviembre de 2023, Martinez anuncia, mediante sus redes sociales, su primera gira por arenas con el propósito de celebrar su trío de álbumes de estudio, siendo esta gira una especie de ciclo de vida, pues contiene la historia de Crybaby desde su incio hasta el final. Las fechas europeas serían desveladas en marzo de 2024.

## Repertorio
Acto I - Cry Baby
1. «Cry Baby»
2. «Dollhouse»
3. «Sippy Cup»
4. «Carousel»
5. «Alphabet Boy»
6. «Soap»
7. «Pity Party»
8. «Play Date»
9. «Mad Hatter»

Acto II - K-12
1. «Wheels on the Bus»
2. «Class Flight»
3. «Show & Tell»
4. «Nurse’s Office»
5. «Strawberry Shortcake»
6. «Lunchbox Friends»
7. «Teacher’s Pet»
8. «High School Sweethearts»

Acto III - Portals
1. «Death»
2. «Void»
3. «Tunnel Vision»
4. «Faerie Soirée»
5. «Light Shower»
6. «Spider Web»
7. «Battle of the Larynx»
8. «The Contortionist»
9. «Nymphology»
10. «Evil»
11. «Womb»

## Fechas
| Fecha (2024)      | Ciudad              | País              | Recinto                      | Telonero(s)              |
| América del Norte | América del Norte   | América del Norte | América del Norte            | América del Norte        |
| ----------------- | ------------------- | ----------------- | ---------------------------- | ------------------------ |
| 10 de mayo        | Seattle             | Estados Unidos    | Climate Pledge Arena         | Men I Trust Beach Bunny  |
| 12 de mayo        | Oakland             | Estados Unidos    | Oakland Arena                | Men I Trust Beach Bunny  |
| 14 de mayo        | Thousand Palms      | Estados Unidos    | Acrisure Arena               | Men I Trust Beach Bunny  |
| 15 de mayo        | Inglewood           | Estados Unidos    | Kia Forum                    | Men I Trust Beach Bunny  |
| 17 de mayo        | Paradise            | Estados Unidos    | MGM Grand Garden Arena       | Men I Trust Beach Bunny  |
| 18 de mayo        | Salt Lake City      | Estados Unidos    | Delta Center                 | Men I Trust Beach Bunny  |
| 20 de mayo        | Denver              | Estados Unidos    | Ball Arena                   | Men I Trust Beach Bunny  |
| 22 de mayo        | Dallas              | Estados Unidos    | American Airlines Center     | Men I Trust Beach Bunny  |
| 23 de mayo        | Houston             | Estados Unidos    | Toyota Center                | Men I Trust Beach Bunny  |
| 24 de mayo        | Austin              | Estados Unidos    | Moody Center                 | Men I Trust Beach Bunny  |
| 28 de mayo        | Duluth              | Estados Unidos    | Gas South Arena              | Beach Bunny Sofia Isella |
| 29 de mayo        | Orlando             | Estados Unidos    | Amway Center                 | Beach Bunny Sofia Isella |
| 31 de mayo        | Raleigh             | Estados Unidos    | PNC Arena                    | Beach Bunny Sofia Isella |
| 1 de junio        | Baltimore           | Estados Unidos    | CFG Bank Arena               | Beach Bunny Sofia Isella |
| 3 de junio        | Filadelfia          | Estados Unidos    | Wells Fargo Center           | Beach Bunny Sofia Isella |
| 5 de junio        | Nueva York          | Estados Unidos    | Madison Square Garden        | Beach Bunny Sofia Isella |
| 6 de junio        | Nueva York          | Estados Unidos    | Madison Square Garden        | Beach Bunny Sofia Isella |
| 7 de junio        | Boston              | Estados Unidos    | TD Garden                    | Beach Bunny Sofia Isella |
| 9 de junio        | Toronto             | Canadá            | Scotiabank Arena             | Beach Bunny Sofia Isella |
| 11 de junio       | Mineápolis          | Estados Unidos    | Target Center                | Beach Bunny Sofia Isella |
| 13 de junio       | Columbus            | Estados Unidos    | Nationwide Arena             | Beach Bunny Sofia Isella |
| 14 de junio       | Detroit             | Estados Unidos    | Little Caesars Arena         | Beach Bunny Sofia Isella |
| 15 de junio       | Mánchester          | Estados Unidos    | Great Stage Park             | —                        |
| 18 de junio       | Tampa               | Estados Unidos    | Amalie Arena                 | Beach Bunny Sofia Isella |
| 19 de junio       | Sunrise             | Estados Unidos    | Amerant Bank Arena           | Beach Bunny Sofia Isella |
| 22 de junio       | Fort Worth          | Estados Unidos    | Dickies Arena                | Beach Bunny Sofia Isella |
| 23 de junio       | San Antonio         | Estados Unidos    | Frost Bank Center            | Beach Bunny Sofia Isella |
| 25 de junio       | Phoenix             | Estados Unidos    | Footprint Center             | Beach Bunny Sofia Isella |
| 27 de junio       | Anaheim             | Estados Unidos    | Honda Center                 | Beach Bunny Sofia Isella |
| 31 de junio       | Hershey             | Estados Unidos    | Giant Center                 | Lola Young               |
| 2 de agosto       | Montreal            | Canadá            | Parque Jean-Drapeau          | ―                        |
| 4 de agosto       | Chicago             | Estados Unidos    | Grant Park                   | ―                        |
| Europa            |                     |                   |                              |                          |
| 18 de septiembre  | Dublín              | Irlanda           | 3Arena                       | Elita                    |
| 20 de septiembre  | Birmingham          | Reino Unido       | Utilita Arena Birmingham     | Elita                    |
| 21 de septiembre  | Mánchester          | Reino Unido       | Co-op Live                   | Elita                    |
| 23 de septiembre  | Glasgow             | Reino Unido       | OVO Hydro                    | Elita                    |
| 24 de septiembre  | Cardiff             | Reino Unido       | Utilita Arena Cardiff        | Elita                    |
| 26 de septiembre  | Londres             | Reino Unido       | The O2 Arena                 | Elita Men I Trust        |
| 29 de septiembre  | Forest              | Bélgica           | Forest National              | Elita Men I Trust        |
| 1 de octubre      | Ámsterdam           | Países Bajos      | Ziggo Dome                   | Elita Men I Trust        |
| 2 de octubre      | París               | Francia           | Accor Arena                  | Elita Men I Trust        |
| 4 de octubre      | Lyon                | Francia           | LDLC Arena                   | Elita Men I Trust        |
| 5 de octubre      | Barcelona           | España            | Palau Sant Jordi             | Elita Men I Trust        |
| 7 de octubre      | Madrid              | España            | WiZink Center                | Elita Men I Trust        |
| 10 de octubre     | Colonia             | Alemania          | Lanxess Arena                | Elita Men I Trust        |
| 11 de octubre     | Fráncfort           | Alemania          | Festhalle                    | Elita Men I Trust        |
| 12 de octubre     | Hamburgo            | Alemania          | Barclays Arena               | Elita Men I Trust        |
| 15 de octubre     | Lodz                | Polonia           | Atlas Arena                  | Elita Men I Trust        |
| 16 de octubre     | Praga               | República Checa   | O2 Arena                     | Elita Men I Trust        |
| 18 de octubre     | Casalecchio di Reno | Italia            | Unipol Arena                 | Elita Men I Trust        |
| 19 de octubre     | Assago              | Italia            | Unipol Forum                 | Elita Men I Trust        |
| América Latina    |                     |                   |                              |                          |
| 16 de noviembre   | Ciudad de México    | México            | Autódromo Hermanos Rodríguez | —                        |